# Джопуа, Беслан Цибович
Беслан Цибович Джопуа (род. 20 января 1962 с. Члоу Абхазская ССР) — государственный деятель Республики Абхазия; Первый вице-премьер Республики Абхазия, министр сельского хозяйства Абхазии (2011—2014; 2020—), экс-депутат народного собрания Республики Абхазия (2007—2011).

## Биография
Родился в 1962 году в селе Члоу Абхазской ССР.
Окончил факультет агрономии ГИСХа в Сухуме и по его окончании работал агрономом. Позднее перешёл на комсомольскую и партийную работу.
В 1989 году организовал молодёжный коммерческий центр «Амза».
С 1992 по 1993 годы участвовал в абхазо-грузинской войне, комиссар батальона Восточного фронта.
С 1993 года работал главным инженером Очамчырской чаеразвесочной фабрики.
С 4 марта 2007 года — депутат народного собрания Республики Абхазия от Очамчырского избирательного округа № 29.
18 октября 2011 года указом президента назначен министром сельского хозяйства Абхазии в связи с чем сложил полномочия депутата Парламента. 15 октября 2014 года сложил полномочия министра сельского хозяйства.
28 апреля 2020 года указом президента назначен первым вице-премьером Республики Абхазия. Занимал эту должность до 1 ноября 2023 года.
19 июня 2020 года указом президента назначен министром сельского хозяйства Республики Абхазия.

## Семья
- Женат
- Сын — Алан
- Дочь — Элана